# Indri
Indri eller babakuten (Indri indri) är en art i familjen indrier som tillhör ordningen primater.

## Utseende och anatomi
Den har jämförelsevis litet och långdraget huvud. Nosen saknar nästan hår och öronen är täckta av yviga hår. Främre extremiteterna är kortare än de bakre. Tumme och stortå är väl utvecklade och fria, varemot de övriga fingrarna är till halva sin längd förenade. Svansen är med en längd på 5 till 6,5 cm mycket kort.
Längden (huvud och bål) ligger mellan 70 och 85 cm. Vikten varierar mellan 6,5 och 9,5 kg. Färgen är mest svart på huvudet, på öronen, på axlarna och på armarna. Några exemplar har en vit fläck kring svansroten, som skjuter upp i en spets på bakre ryggen. Dessutom är lemmarna delvis vita. Till och med inom en och samma flock av dessa djur kan man finna en mängd färgvariationer, bestående i en större utbredning av den vita färgen.

## Utbredning och habitat
Denna art förekommer bara på Madagaskar och där på östra sluttningen av den längs öns östkust liggande bergskedjan. Artens biotop är regnskogen där den förekommer upp till 1 800 meter över havet. Men den föredrar regioner lägre än 1 000 meter.

## Levnadssätt
Arten lever endast av växter och uppehåller sig nästan uteslutande i träden. Den rör sig där i upprätt ställning. I de sällsynta fall där den vistas på marken hoppar indrin på sina bakre extremiteter. Individerna är aktiva på dagen. På natten rör de sig bara för att söka skydd vid dåligt väder eller när de hotas av fiender. Ofta solbadar de sittande på en gren.
Indrin bildar små flockar med två till fem individer som består av ett monogamt föräldrapar och deras ungar. Honan är dominant och får äta först. Varje grupp har ett revir som är ungefär 17 till 40 hektar stort och som markeras av hannen med vätska från doftkörtlarna och med urin. Per dag vandrar de upp till 770 meter. På morgonen sjunger de högljutt för att visa sitt anspråk på territoriet. Ljuden kan höras från 2 km avstånd.
Födan utgörs främst av blad och i viss mån av frukter, unga växtskott och blommor. Ibland äter indrin jord, troligen för att kompensera giftiga ämnen i födan. Liksom flera andra däggdjur med blad som huvudföda håller de långa vilopauser på grund av bladens ringa näringsvärde.

## Fortplantning
Honan kan para sig vartannat eller vart tredje år och föder vanligen en enda unge per gång. Dräktigheten varar i fyra till fem månader. Ungen klamrar sig fast i moderns päls. Honan slutar med digivning efter cirka 6 månader. Ungen är självständig efter ungefär åtta månader, men stannar vanligen minst ett år i familjegruppen. Honor blir könsmogna vid sju till nio års ålder. För livslängden finns inga uppgifter.

## Indrin och människor
Ursprungsbefolkningen på Madagaskar trodde tidigare att deras avlidna släktingars själar bodde i dessa djur. Enligt en omstridd teori kommer namnet indri från det malagassiska ordet indry som egentligen betyder "där är den". Att ordet blev djurets namn utanför Madagaskar beror troligen på ett missförstånd. På Madagaskar heter arten babakoto, men den kallas i vissa lokala dialekter endrina som kan vara ursprunget till den internationella beteckningen.
Indrin hotas främst av habitatförstörelse. Alla försök att hålla arten i fångenskap misslyckades hittills. I en del skyddsområden på Madagaskar anses beståndet som stabilt. Trots allt listas arten av IUCN som starkt hotad (endangered).